# アルヴァ・アールト
アルヴァ・アールト（アルヴァル・アールト、Alvar Aalto）、本名フーゴ・アルヴァ・ヘンリク・アールト（Hugo Alvar Henrik Aalto, 1898年2月3日 - 1976年5月11日）は、フィンランドが生んだ20世紀を代表する世界的な建築家、都市計画家、デザイナー。その活動は建築から家具、ガラス食器などの日用品のデザイン、絵画までと多岐にわたる。
スウェーデンのグンナール・アスプルンドと並んで、北欧の近代建築家としてもっとも影響力があった1人であり、モダニズムに対する人間的なアプローチで知られる。
ユーロ導入まで使用されていた50フィンランド・マルッカ紙幣に肖像が描かれていた。

## 生涯
1898年、フィンランド大公国のクオルタネで、測量技師の父ヨハン・ヘンリク・アールトと母セルマ・ハクステットの間に生まれた。家系は代々林務官を務めていた。1903年、家族と共にユヴァスキュラに移り少年時代を過ごした。その後アラヤルヴィに移り住む。

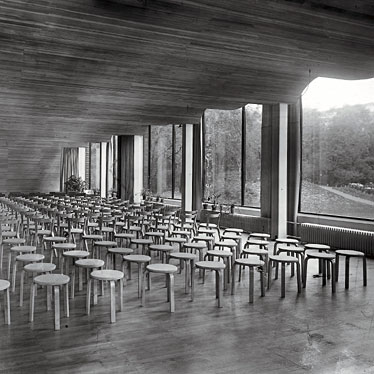
ヴィープリの図書館

1916年から1921年まで、ヘルシンキ工科大学においてアルマス・リンドグレンのもとで建築を学び、在学中には両親の家を設計している。その後スウェーデンに渡り、アルヴィート・ビヤルケの事務所で働く。1922年、ユヴァスキュラの近くに建つ教会を設計している。
1923年、ユヴァスキュラに仕事を得たため戻り、建築設計事務所を開設。フィンランド建築家リストのトップに名前がくるようにAlvar Aalto（Aから始まる名前）としたとされる。1924年、建築家アイノ・マルシオと結婚。ハネムーンに出かけたイタリアで地中海文化に触れ、生涯にわたる影響を受ける。1927年、トゥルクの農業組合本部とヴィープリの図書館の建築設計競技で一等を獲得したことをきっかけに、設計事務所をトゥルクに移した。
初期の作品はユヴァスキュラの労働者会館などに代表される新古典主義に基づく作風であったが、同時期に設計されたトゥルン・サノマト新聞社から、モダニズムの作風へと転じた。国際的な建築家として知られる出世作となったのは1928年に行なわれたコンペで一等を獲得したパイミオのサナトリウムであった。この作品は北欧でモダニズム建築が台頭するきっかけになった作品の一つである。また、同時期にCIAM（近代建築国際会議）の終身会員に選ばれ、ヴァルター・グロピウス、ル・コルビュジエらと知己になり、人間的な近代建築を生み出すことに生涯をかけた。

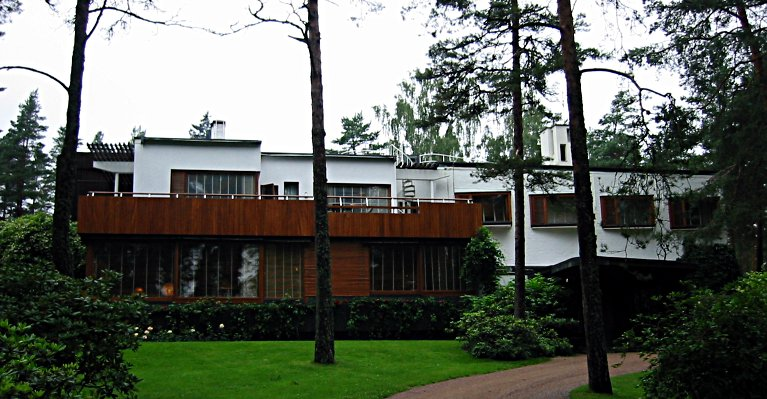
マイレア邸。美術蒐集家のための家。内装に日本の伝統建築の影響が見られる。

1933年、敷地変更のため中断していたヴィープリの図書館の設計が再開されたため、事務所をウィープリに近いヘルシンキに移した。1935年に竣工したヴィープリの図書館に見られる波形にうねる曲線による木製の天井は、モダニズムの空間に相反するフィンランドの伝統的材料である木材を用いることで、アールト独自のモダニズムのあり方を押し進めるきっかけとなり、曲線と木材の使用はアールトの作風の一つともなった。（ちなみに「アールト」はフィンランド語で「波」を意味する）これをさらに押し進めたのがパリ国際博覧会フィンランド館（1937年）、ニューヨーク国際博覧会フィンランド館（1939年）のうねる壁面や、マイレア邸での木材の使用であり、同時期にデザインされたアールト・ベースである。
1939年、フィンランド国内にソ連軍が侵攻した（冬戦争）。いったんは和睦を見るが、その後第二次世界大戦が勃発する。戦時中は戦後の復興計画を練るなどして過ごした。
第二次世界大戦が終了すると、ニューヨーク国際博覧会で知己を得ていたアメリカ合衆国の建築家からの招きで1946年から1948年まで、マサチューセッツ工科大学客員教授を務め、MIT寄宿舎、ベーカーハウスの設計を行った。1946年からはドイツ軍により破壊されたサンタクロースの町、ロヴァニエミの復興に都市計画段階から携わり、多目的ホール、図書館、市庁舎、教会、住宅の設計を手がけた。1949年、文教都市オタニエミ設計コンペティションに当選。都市設計の他オタニエミ工科大学のキャンパス計画と建物を手がける。
1949年、妻アイノ死去。それまでの作品には必ずアイノとアルヴァと署名していた。1952年、建築家エリッサ・マキニエミと再婚。1953年、ウィーンスポーツと文化センター建築設計競技入選。1953年にはフィンランド共産党の施設で文化の家と呼ばれる変わった建築にも関わった。
1963年から1968年までフィンランド・アカデミー会長を務めた。
1976年、ヘルシンキにて没。没後の仕事は妻のエリッサに引き継がれた。

## 著名な建築物
| 名称                                          | 竣工年  | 所在地                           | 国             | 備考 |
| --------------------------------------------- | ------- | -------------------------------- | -------------- | ---- |
| ベルタワー                                    | 1921-23 | カウハヤルヴィ                   | フィンランド   |      |
| ユヴァスキュラの労働者会館                    | 1924-25 | ユヴァスキュラ                   | フィンランド   |      |
| アラヤルヴィの病院                            | 1924-28 | アラヤルヴィ                     | フィンランド   |      |
| セイナヨキの自衛団ビル                        | 1925    | セイナヨキ                       | フィンランド   |      |
| ムーラメの教会                                | 1926-29 | ムーラメ                         | フィンランド   |      |
| ユヴァスキュラの自衛団ビル                    | 1927-29 | ユヴァスキュラ                   | フィンランド   |      |
| ヴィープリの図書館                            | 1927-35 | ヴィープリ                       | ロシア         |      |
| トゥルン・サノマト新聞社                      | 1928-30 | トゥルク                         | フィンランド   |      |
| パイミオのサナトリウム                        | 1928-33 | パイミオ                         | フィンランド   |      |
| トゥルク建設700年祭のためのオーケストラ演奏所 | 1929    | トゥルク                         | フィンランド   |      |
| ザグレブ中央大学病院                          | 1930-31 | ザグレブ                         | クロアチア     |      |
| トッピラパルプ工場                            | 1930-31 | オウル                           | フィンランド   |      |
| アアルト自邸                                  | 1935-36 | ムンキニエミ                     | フィンランド   |      |
| レストラン・サヴォイ（内装のみ）              | 1937    | ヘルシンキ                       | フィンランド   |      |
| パリ国際博覧会フィンランド館                  | 1937    | パリ                             | フランス       |      |
| マイレア邸                                    | 1937-38 | ノールマック                     | フィンランド   |      |
| ニューヨーク国際博覧会フィンランド館          | 1939    | ニューヨーク                     | アメリカ合衆国 |      |
| ヴァルクハウス製材工場                        | 1947    | ヴァルカウス                     | フィンランド   |      |
| ヘルシンキ工科大学（現アールト大学）          | 1949-66 | エスポー                         | フィンランド   |      |
| セイナッツァロの役場                          | 1950-52 | セイナッツァロ（サユナットサロ） | フィンランド   |      |
| 夏の家（コエ・タロ）                          | 1952-53 | ムーラツッアロ                   | フィンランド   |      |
| フィンランド国民年金協会                      | 1952-56 | ヘルシンキ                       | フィンランド   |      |
| 文化の家                                      | 1952-58 | ヘルシンキ                       | フィンランド   |      |
| ラウタタロ・オフィス・ビル                    | 1953-55 | ヘルシンキ                       | フィンランド   |      |
| ユヴァスキュラ教育大学                        | 1953-57 | ユヴァスキュラ                   | フィンランド   |      |
| ヘルシンキ工科大学オタニエミ                  | 1955-58 | オタニエミ                       | フィンランド   |      |
| アールトのアトリエ                            | 1956    | ヘルシンキ                       | フィンランド   |      |
| ヴオクセンニスカの教会                        | 1956-58 | イマトラ                         | フィンランド   |      |
| ルイ・カレ邸                                  | 1956-58 | バゾッシュ                       | フランス       |      |
| ブレーメンのアパートメントハウス              | 1958    | ブレーメン                       | ドイツ         |      |
| セイナヨキの教会                              | 1958-60 | セイナヨキ                       | フィンランド   |      |
| ノイエ・ファール高層アパート                  | 1958-62 | ブレーメン                       | ドイツ         |      |
| ヴォルフスブルクの文化センター                | 1958-63 | ヴォルフスブルク                 | ドイツ         |      |
| ノースユトランド美術館                        | 1958-72 | オールボー                       | デンマーク     |      |
| ヴォルフスブルクの教区センター                | 1959-62 | ヴォルフスブルク                 | ドイツ         |      |
| エンソ・グートツァイト本社ビル                | 1959-62 | ヘルシンキ                       | フィンランド   |      |
| セイナヨキのタウンホール                      | 1960-65 | セイナヨキ                       | フィンランド   |      |
| フィンランディア・ホール                      | 1962-71 | ヘルシンキ                       | フィンランド   |      |
| ヴェストマンランド・ダラ学生会館              | 1963-65 | ウプサラ                         | スウェーデン   |      |
| セイナヨキ市立図書館                          | 1963-65 | セイナヨキ                       | フィンランド   |      |
| ロヴァニエミの図書館                          | 1965-68 | ロヴァニエミ                     | フィンランド   |      |
| デトメローデの教区教会                        | 1965-68 | デトメローデ                     | フィンランド   |      |
| アカデミア書店                                | 1966-69 | ヘルシンキ                       | フィンランド   |      |
| オルボの美術館                                | 1969-73 | オルボ                           | デンマーク     |      |
| マウント・エンジェル修道院図書館              | 1970    | オレゴン州サレム                 | アメリカ合衆国 |      |
| ラハティの教会                                | 1970-78 | ラハティ                         | フィンランド   |      |
| ラッピア・ハウス                              | 1970-75 | ロヴァニエミ                     | フィンランド   |      |
| アルヴァ・アアルト美術館                      | 1971-73 | ユヴァスキュラ                   | フィンランド   |      |
| リオラの教区教会                              | 1975-78 | リオラ                           | イタリア       |      |
| ユヴァスキュラのタウン・シアター              | 1982    | ユヴァスキュラ                   | フィンランド   |      |
| エッセンのオペラハウス                        | 1959-88 | エッセン                         | ドイツ         |      |

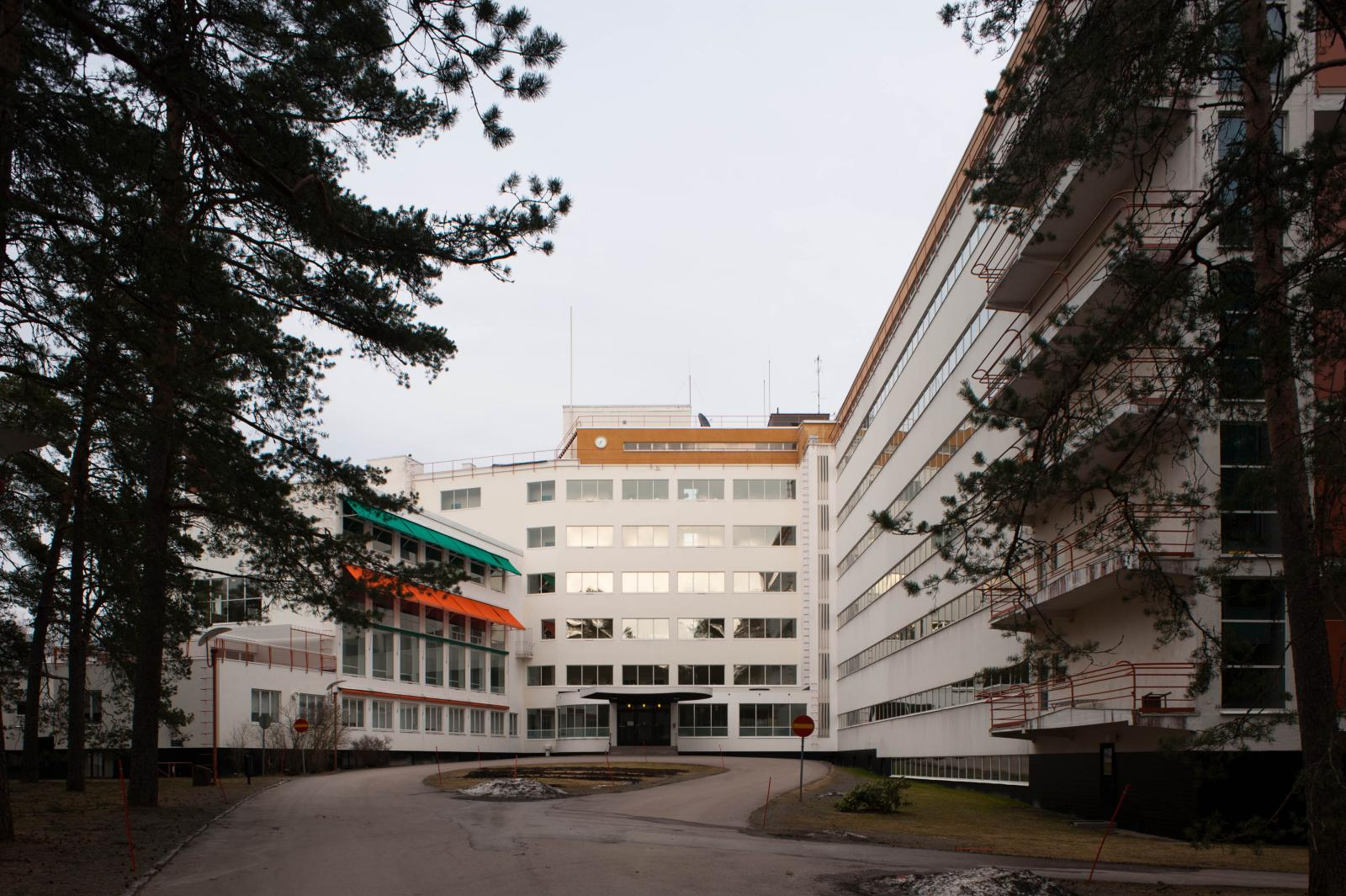
パイミオのサナトリウム
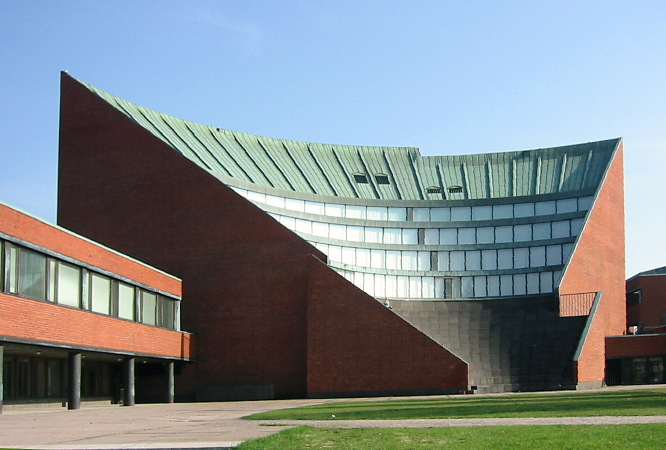
ヘルシンキ工科大学（現アールト大学オタニエミキャンパス）
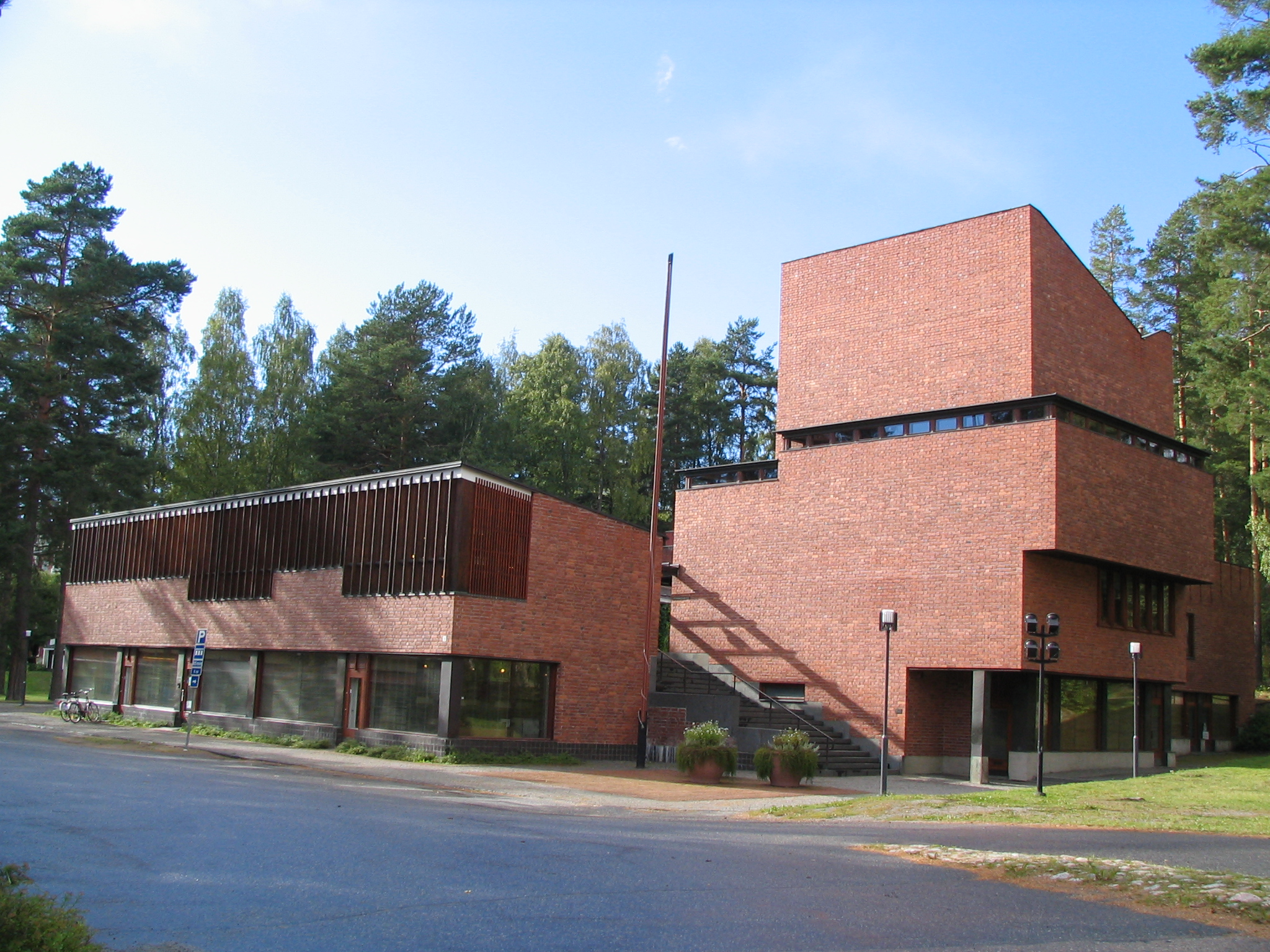
セイナッツァロの役場
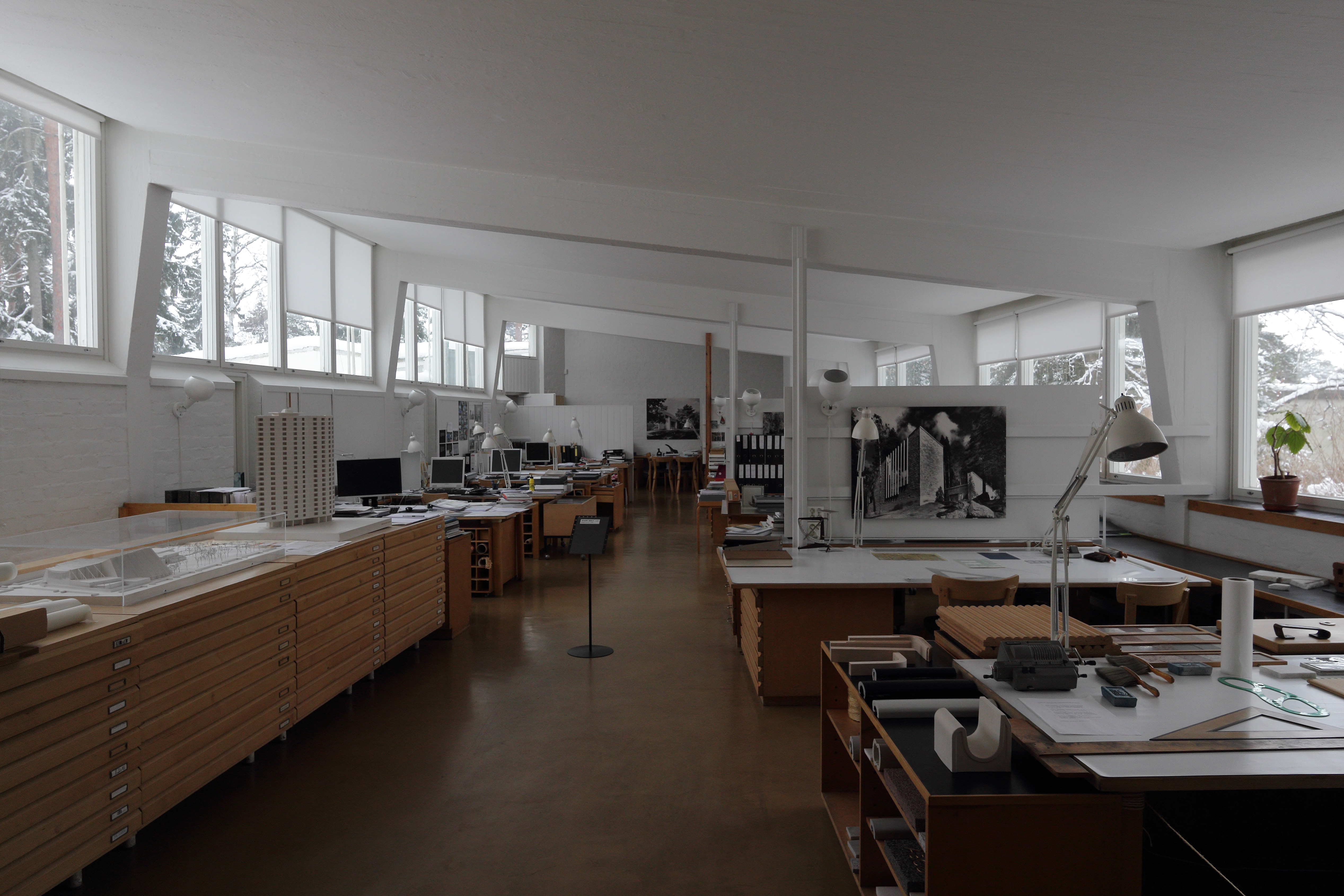
アアルトのアトリエ
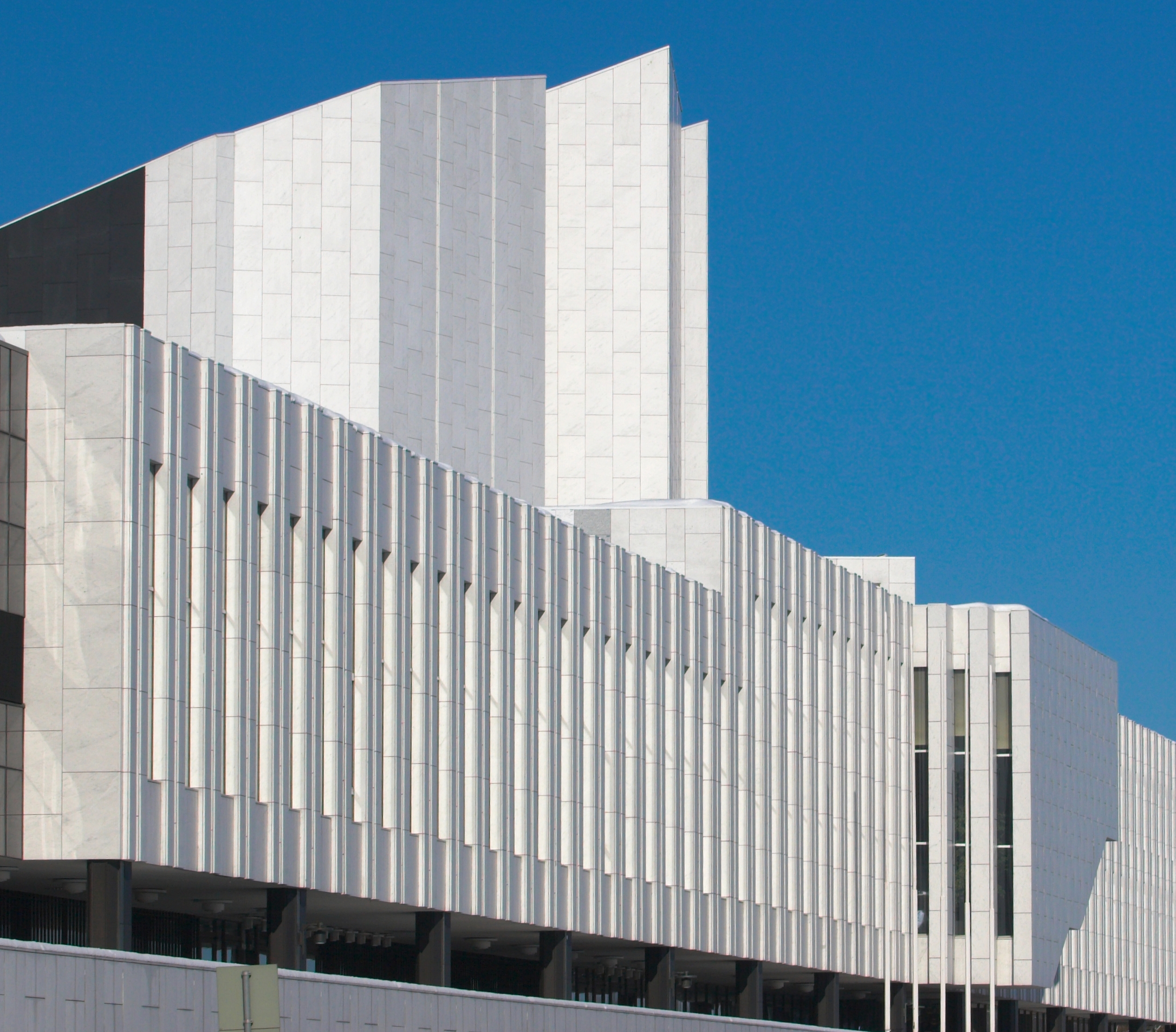
フィンランディアホール

## 建築以外の作品

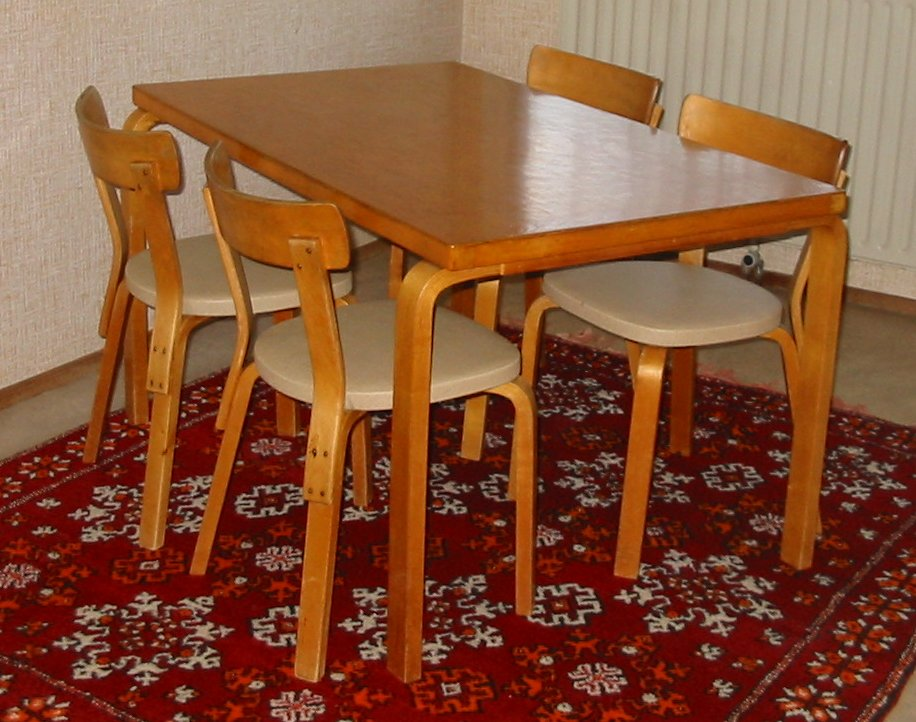
アールトの家具

アールトのガラス器には、1937年のパリ博覧会に出品して世界的に有名になった アールト・ベース(en:Aalto Vase)がある。 
アールトがデザインした家具は、アルテック社が製作・販売している。この会社はアールトの事務所の所員ニルス・グスタフ・ハールの紹介で知り合ったマイレア邸の施主、ハッリとマイレのグリクセン夫妻とハールと妻アイノと1935年に共同設立された。
アールトと、妻アイノがデザインしたガラス食器はイッタラ社が製作している。
1938年にカウットゥアの労働者用住宅地計画を立案。1940年には、マサチューセッツ工科大学の学生用演習として実験的都市計画試案を発表。湖水が入り組む小高い森林地帯を選び、様々な形の住宅を配置している。実際にフィンランド政府は基金を募って実験都市を建設しようと準備している。
1943年オウル都市計画を立案。その後1962年に行われた新しい設計競技には参加しなかった。
その他都市計画の業務として、1930年代からのスニラ森林都市をはじめ、1939年-1940年のピル・コラ地区計画、ヘルシンキオリンピック村、1942年のコキメキ谷地域計画、1945年のロヴァニエニ復興計画、1942年-1949年のセイナッツァロ島の建設計画、1964年のパシラ地区市街地開発提案などを立案している。
その他の主要な計画施設として工業計画などがあり、工場の建物の設計から工業地帯全体の配置計画などまでに及ぶ。1947年にはヴォクシ河流域の開発計画を手がけ、いくつかのセルロース工場や木材製材工場などを手がけている。

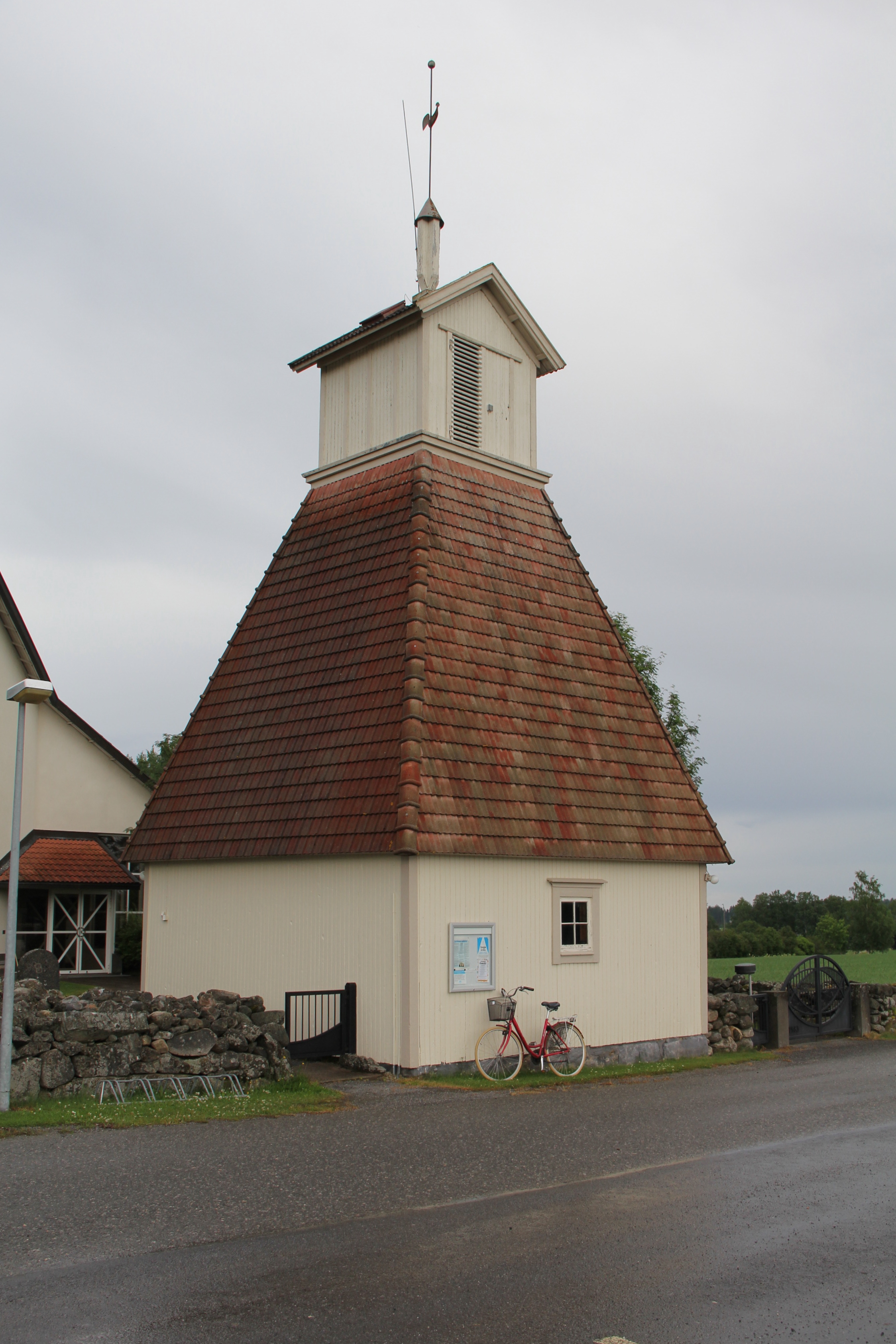
ベルタワー
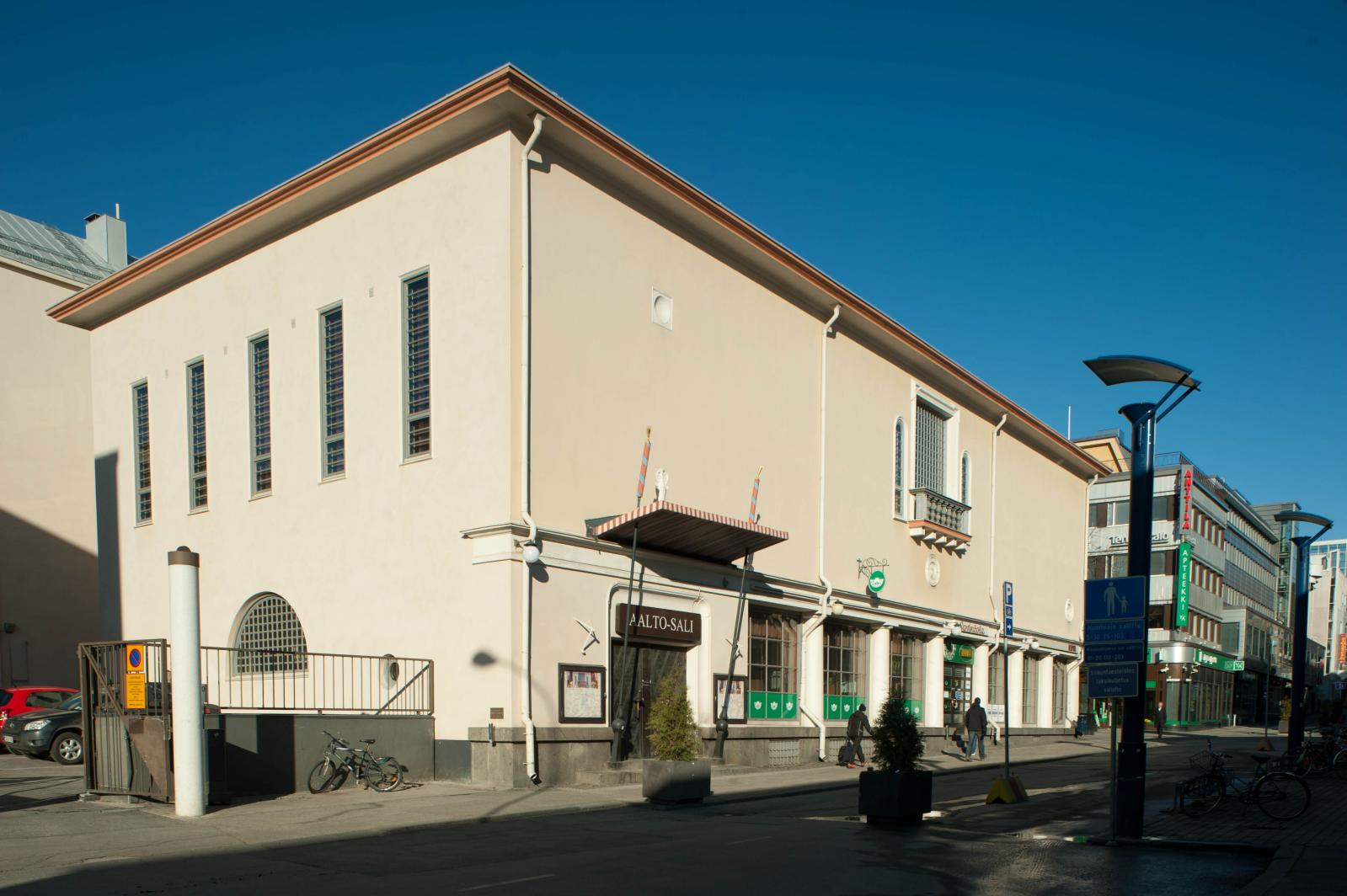
ユヴァスキュラの労働者会館
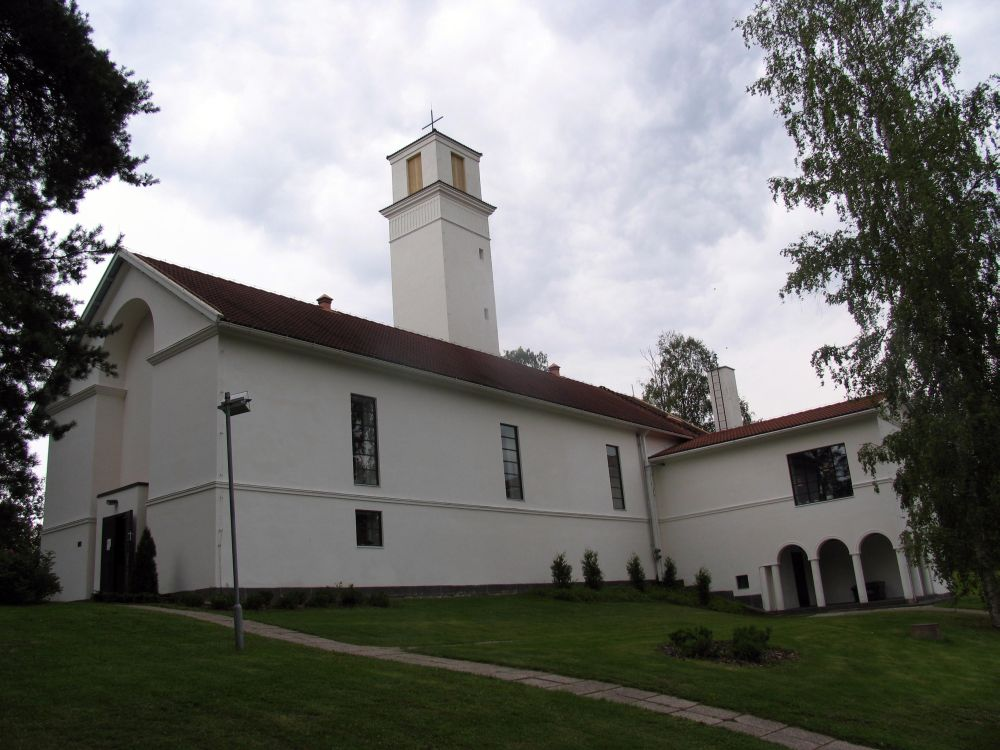
ムーラメの教会
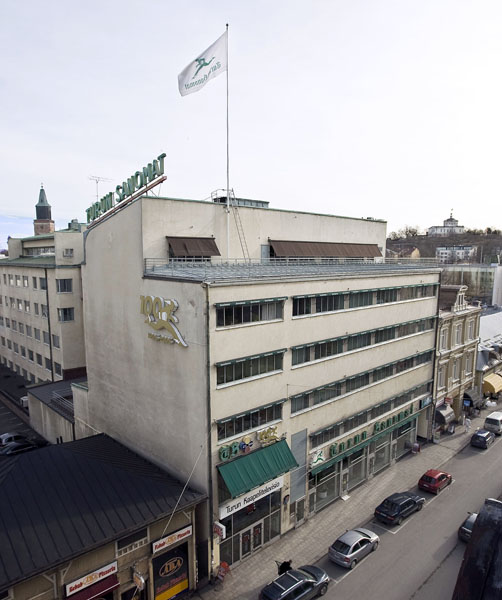
トゥルン・サノマト新聞社
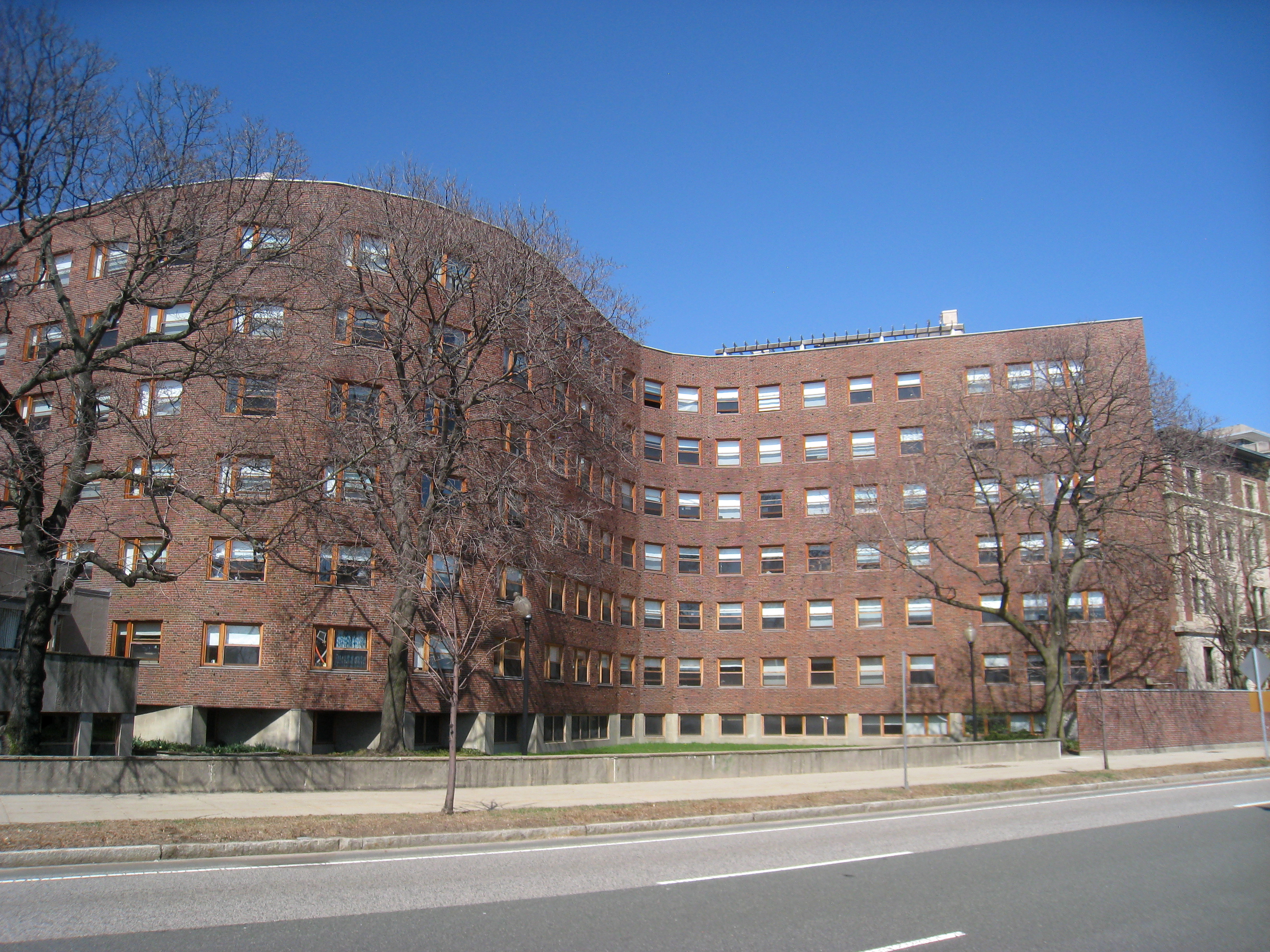
MITベーカーハウス
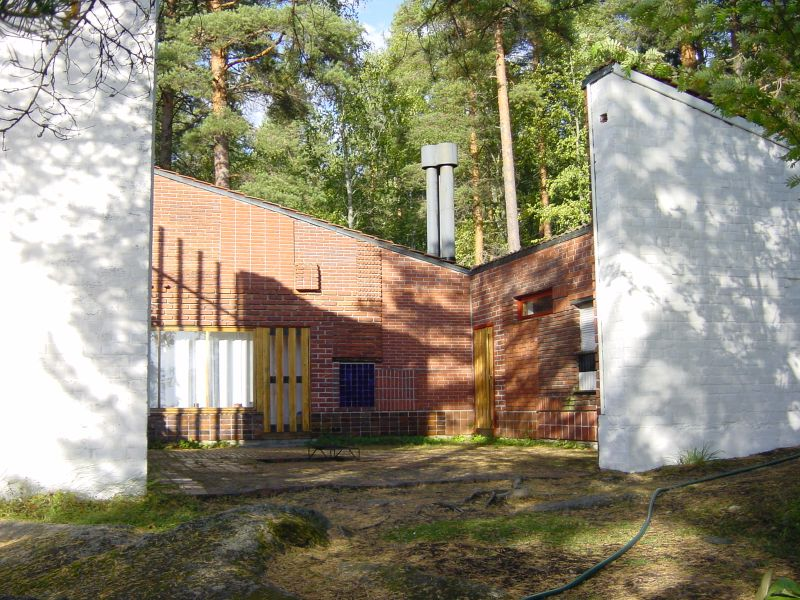
夏の家（コエ・タロ）
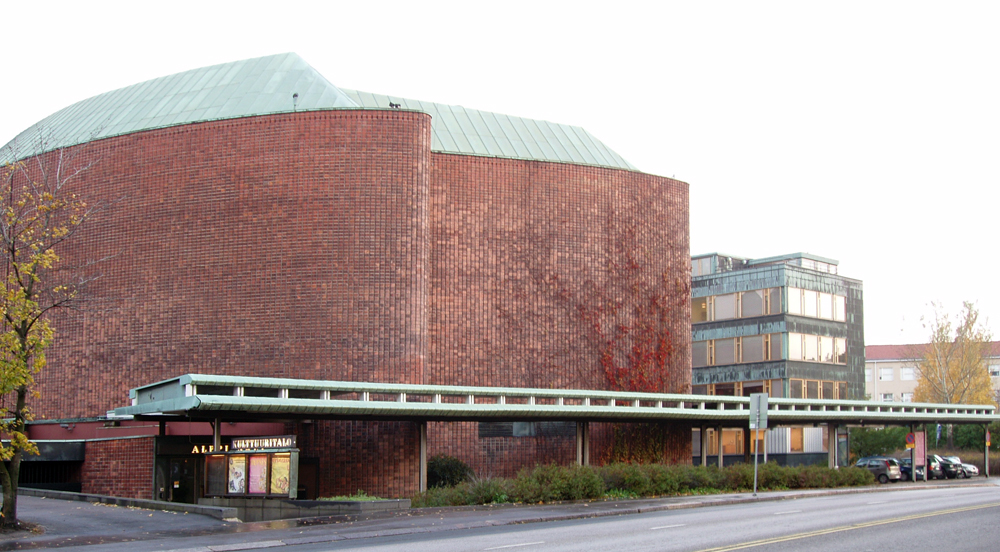
文化の家
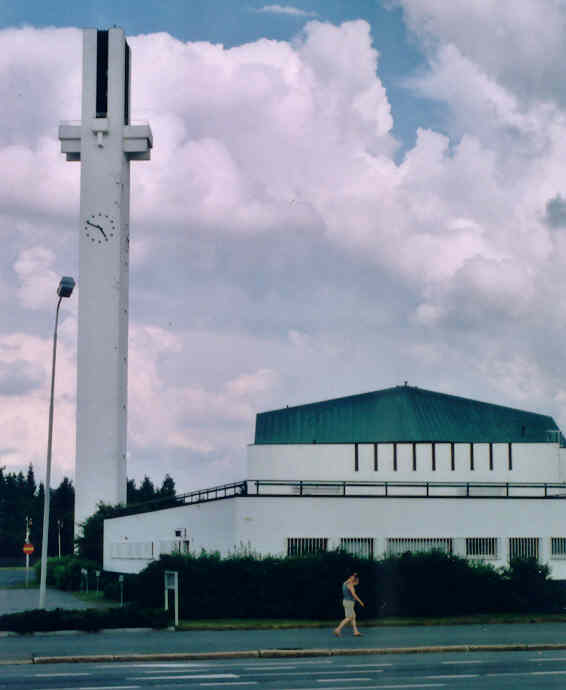
セイナヨキの教会
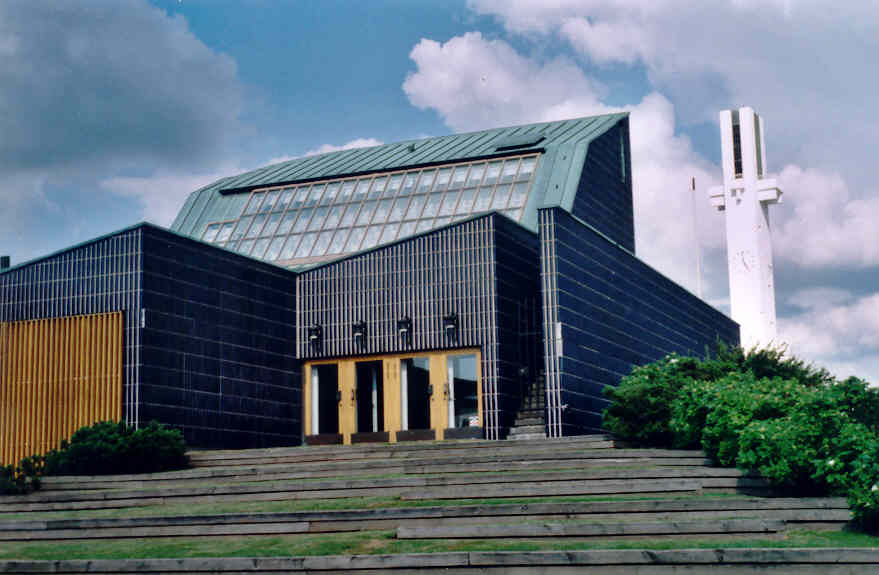
セイナヨキのタウン・ホール
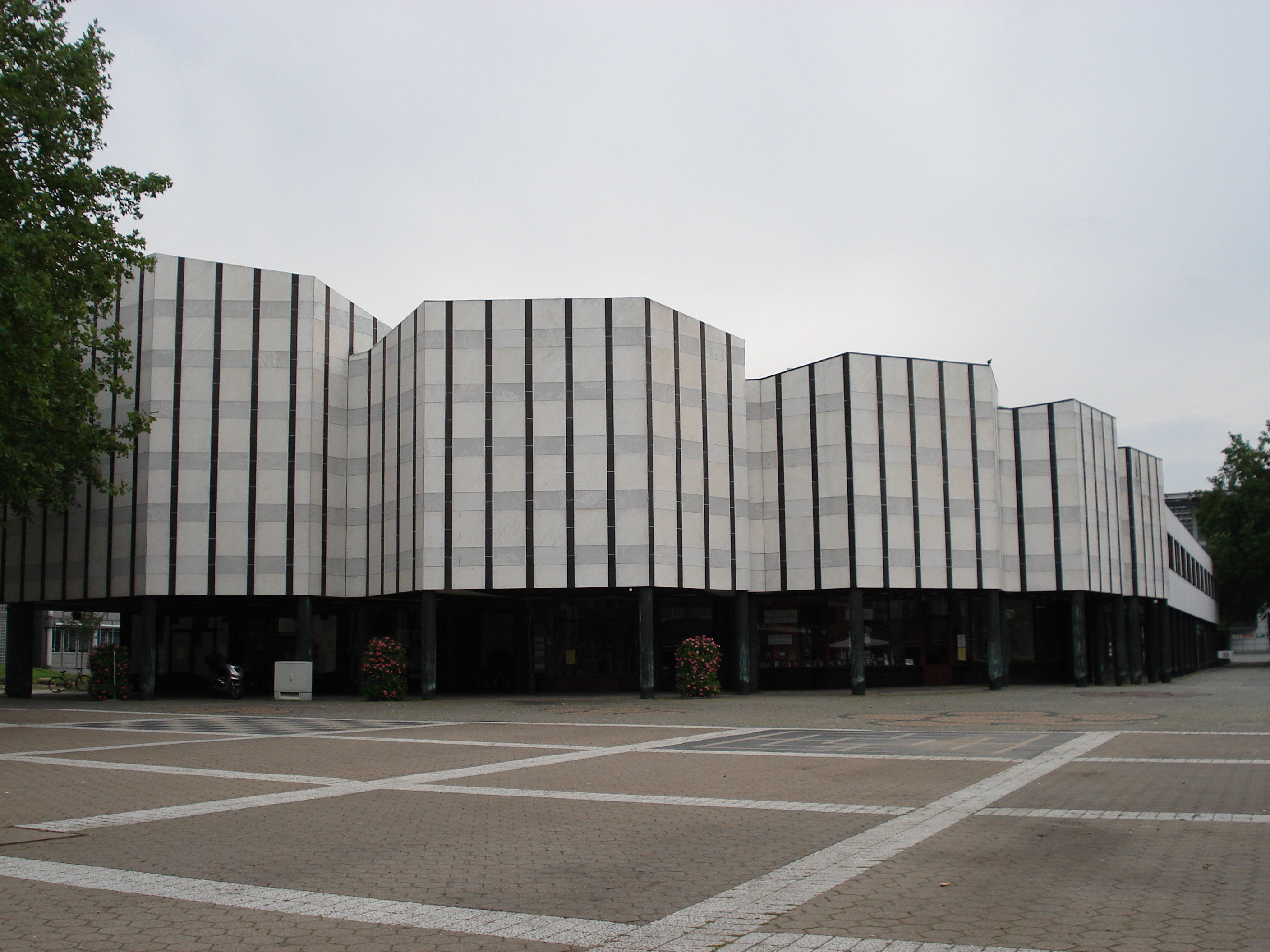
ヴォルフスブルクの文化センター
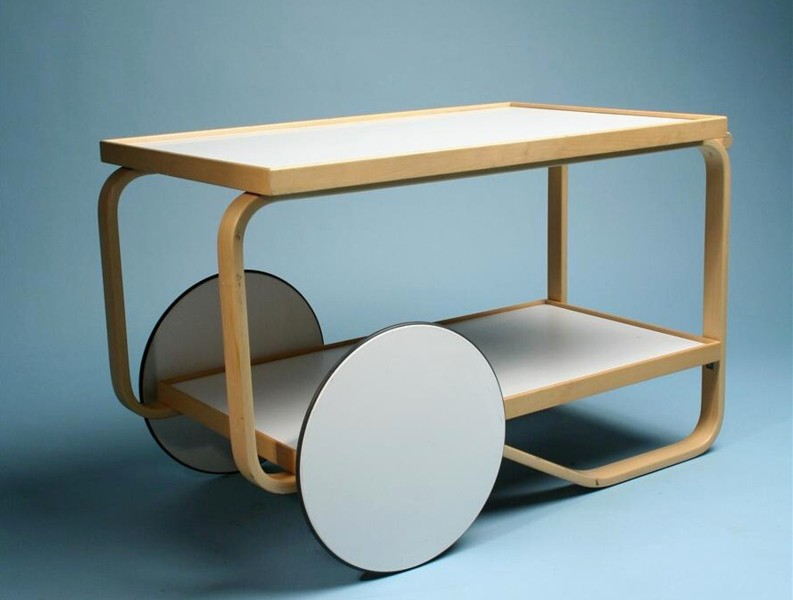
ティー・ワゴン

## 参考図書
- 『アルヴァ・アアルト』　武藤章、鹿島出版会 (SD選書34) 、1969年
- 『アルヴァ・アアルト』　武藤章訳、A.D.A.EDITA Tokyo 、1975年
- 「アルヴァ・アアルト ALVAR AALTO」エーアンドユー (a+u臨時増刊)、1983年
- 「アルヴァ・アアルトの住宅-その永遠なるもの」エーアンドユー (a+u臨時増刊)、1998年
- 『アルヴァー・アールト―1898-1976』セゾン美術館、デルファイ研究所、1998年
- 「建築文化　特集 フィンランド現代建築とヘルシンキの都市計画」  1998年3月号
- Kenneth FramptonStudies in Tectonic Culture: The Poetics of Construction in Nineteenth and Twentieth Century Architecture (The MIT Press, Cambridge, Mass., 1997) 
  - ケネス・フランプトン『テクトニック・カルチャー、19-20世紀建築の構法の詩学』 
　松畑強+山本想太郎訳 、TOTO出版、2002年。

### 近年の刊行
- 「アルヴァ・アールト」、『作家たちのモダニズム』の12章、学芸出版社、2003年、ISBN 4761523077
- 『ヴィラ マイレア　アルヴァ・アールト』、齋藤裕、TOTO出版、2005年、ISBN 4887062591
- 齋藤裕『AALTO 10 Selected Houses アールトの住宅』TOTO出版（原著2008年3月）。ISBN 978-4887062900。
- 『建築ガイドブック　アルヴァー・アアルト』、平山達訳著、丸善、2009年、ISBN 4621080989
- 『世界現代住宅全集01　Alvar Aalto』、二川幸夫企画・撮影、A.D.A.EDITA Tokyo、2009年1月。ISBN 4871406261
- 『アルヴァ・アアルト　アアルト邸とアトリエ―ヘルシンキ　1936,1955』 宮本和義［写真］齊藤哲也［文］、バナナブックス、2012年7月。ISBN 978-4-902930-26-9
- ヤリ イェッツォネン、シルッカリーサ イェッツォネン 著、大久保慈 編『アルヴァー・アールトの住宅』エクスナレッジ、2013年7月。ISBN 978-4767815749。
- 小泉隆『アルヴァル・アールト 光と建築』プチグラパブリッシング、2013年12月。ISBN 978-4903267753。
- 小泉隆『アルヴァ・アールトの建築 エレメント&ディテール』学芸出版社、2018年3月。ISBN 978-4761532406。
- 和田菜穂子 編『アルヴァ・アアルト：もうひとつの自然』国書刊行会、2018年10月。ISBN 978-4336062895。
- ヘイッキ・アアルト＝アラネン 編『アイノとアルヴァ　アアルト書簡集』上山美保子訳、草思社、2023年10月。ISBN 978-4794226761。

### ヨーラン・シルツ（Göran Schildt）
ヨーラン・シルツはアールトに関し、著作を編集し伝記を出している。
- 『アルヴァー・アールト　エッセイとスケッチ』、ヨーラン・シルツ編、吉崎恵子訳、鹿島出版会、2009年、ISBN 4306045218
- 『白い机 若い時―アルヴァ・アアルトの青年時代と芸術思想』　ヨーラン シルツ、鹿島出版会、1989年、ISBN 4306042634  1巻
- 『白い机 モダン・タイムス―アルヴァ・アアルトと機能主義の出会い』　ヨーラン シルツ、鹿島出版会、1992年、ISBN 4306042995　2巻
- 『白い机 円熟期―アルヴァ・アアルトの栄光と憂うつ』　ヨーラン シルツ、鹿島出版会、1998年、ISBN 4306043711 3巻

## 関連人物
- 武藤章 (建築家)
- 安藤忠雄 (建築家)

### アーカイヴ
- Alvar Aalto Foundation  - アアルト財団のサイト。 建築のドローイングや住所、リンク等の情報を公開している。
- University of Oregon  Aalto collection
- 北欧建築ゼミ　アアルト - アアルトの主な建築作品を1700枚の写真で紹介。

### カタログ
- artek - アアルトにより設立された家具会社アルテックのサイト。
- Alvar Aalto glassware - イッタラ社
- Between Humanism and Materialism - ニューヨーク近代美術館(MOMA)で行われた展覧会のサイト。

### 建築物
- Mt. Angel Abbey Library
- Baker House
- North Jutland Museum
- Alvar Aalto at The Internet Name Database
- Alvar Aalto's Savoy Vase (1936)
- Alvar Aalto_GoogleMap